# Eric Frey

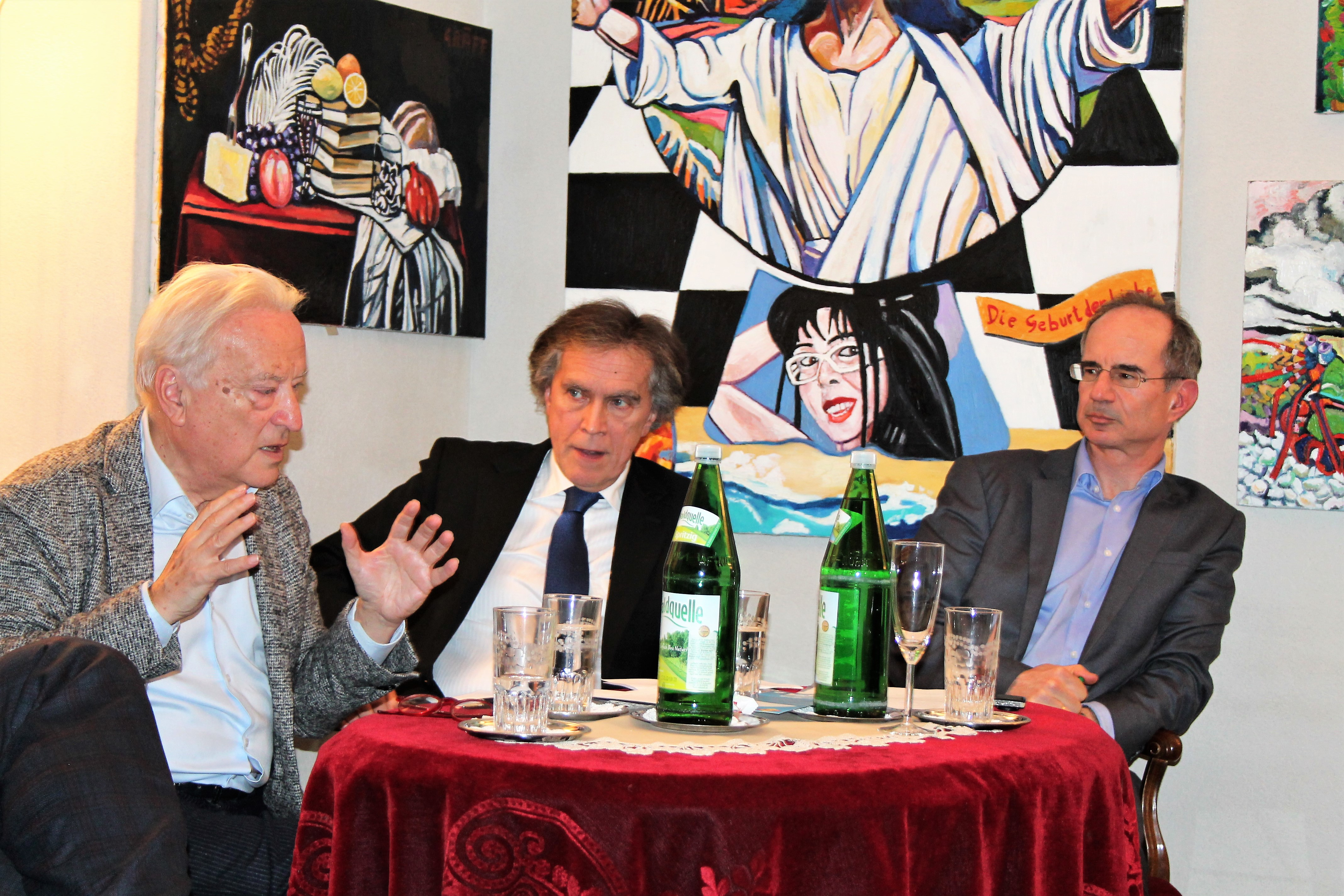
Dialog im Kamptal mit Hannes Swoboda, Emil Brix und Eric Frey (2020)

Eric Frey (* 1963 in Wien) ist ein österreichischer Publizist und Politologe. Er ist Redakteur bei der Wiener Tageszeitung Der Standard und war Österreich-Korrespondent der Londoner Wirtschaftszeitung Financial Times sowie der Londoner Wirtschaftszeitschrift The Economist. Frey ist zudem Lehrender an der Webster Vienna Private University. 

## Leben und Wirken
Eric Frey wurde 1963 als Sohn jüdischer Eltern, die dem Nationalsozialismus durch Flucht entkommen waren, in Wien geboren. 1981 ging er in die Vereinigten Staaten, um Public Affairs (Internationale Beziehungen) an der Princeton University zu studieren. Er stellte 1986 eine Masterarbeit über die deutsch-deutschen Beziehungen der 1980er-Jahre fertig.
Es folgte eine Laufbahn als Journalist. Von 1986 bis 1990 war Frey Reporter und zuletzt Büroleiter von AP-Dow Jones News Service in Frankfurt. 1991 wechselte er zur Wiener Tageszeitung Der Standard. In dieser Zeit, 1993, verfasste er sein erstes außeruniversitäres Buch – eine Abhandlung über den Wahlkampf Bill Clintons unter Betrachtung der Zyklentheorie Arthur M. Schlesingers.
Beim Standard avancierte er 1996 zum Ressortleiter der Außenpolitik. 1998 wechselte er in dieser Funktion ins Wirtschaftsressort. Seit 2002 ist Frey einer der Chefs vom Dienst sowie wirtschaftspolitischer Kommentator.
Nach der Jahrtausendwende begann Frey in Wien ein Doktoratsstudium der Politikwissenschaften. Seine Dissertation hierzu entstand 2003/2004 in New Orleans, wo er von 2001 bis 2002 Gastprofessor am Marshall Plan Chair for Austrian Studies an der Universität von New Orleans war. Sie handelte erneut von der Zeitgeschichte und abermals von der Politik Bill Clintons, dieses Mal von seiner Handelspolitik. Promoviert wurde Frey jedoch an der Universität Wien.
2015 wurde Frey mit dem Horst-Knapp-Preis ausgezeichnet.

## Ehrenamt
Frey ist Vorstandsmitglied der liberalen jüdischen Gemeinde in Wien Or Chadasch.

## Positionen

### Bitcoins
Zur virtuellen Geldeinheit Bitcoin äußerte sich Frey im Dezember 2013:

„Die Anonymität von Bitcoins wird vor allem von denen geschätzt, die irgendwelche Gesetze brechen. […] Bitcoins sind zwar klug konzipiert und technologisch genial, aber ökonomisch ein reiner Unsinn. […] Der richtige Zeitpunkt für ein Verbot ist jetzt, bevor diese Mode weiter um sich greift – und der mögliche Schaden wächst.“

### Russisch-Ukrainischer Krieg seit 2014
In einem Kommentar in der Zeitung Der Standard vom August 2014 schrieb Frey zum Russisch-Ukrainischen Krieg seit 2014:

„Verhandlungen mit Putin sind derzeit sinnlos, weil er jedem Gesprächspartner offen ins Gesicht lügt. Irgendwie muss ihm aber bewusstgemacht werden, dass er sich verkalkuliert hat […]. Das geht wahrscheinlich nur mit einer weiteren Verschärfung der Sanktionen bis hin zum Abbruch aller Wirtschaftsbeziehungen mit Moskau, sowie mit direkter Militärhilfe für Kiew. Waffenlieferungen, die Stationierung von Nato-Truppen in der Ukraine bis hin zu US-Luftschlägen gegen Separatistenstellungen und russische Nachschublinien – alle Optionen gehören in diesen Tagen auf den Tisch.“

Am 24. November 2014 nahm Frey an einer Diskussionsrunde in der österreichischen politischen Sendung Puls 4 News „Pro und Contra“ zum Ukrainekonflikt teil, in der er den deutschen Börsenmakler Dirk Müller aufgrund seiner Schilderung amerikanischer Interessen in der Ukraine als russischen Propagandisten bezeichnete und dem ehemaligen Europaabgeordneten der Grünen, Johannes Voggenhuber, vorwarf, menschenverachtend gegenüber dem ukrainischen Volk zu sein. Weiters behauptete Eric Frey in der Sendung, die USA hätten keine Interessen in der Ukraine. Im Gegenzug wurde Frey in dieser Sendung von Dirk Müller als Kriegstreiber und Brandstifter bezeichnet.

### COVID-19-Impfdebatte
Im November 2021 stellte Frey in der Tageszeitung Der Standard seinen Standpunkt zu der COVID-19-Impfdebatte dar und meinte:

„Aber das Argument, man dürfe niemanden diskriminieren und sollte die Gesellschaft nicht spalten, gilt nicht. All jene, die sich nicht haben impfen lassen, sind schuld an dieser vierten Welle. Sie verdienen keine Nachsicht, sondern Wut.“

## Publikationen
- Clintons Amerika – Präsident einer neuen Generation. Eichborn Verlag, Frankfurt am Main 1993, ISBN 3-8218-0430-0.
- Feuding Friends: U.S.-European Trade Relations in the Clinton Era 1992–2000. Lang, Frankfurt am Main / New York 2004, ISBN 978-3-631-51817-5 (= European University Studies Series 31, Political Science. Band 496; zugleich Dissertation an der Universität Wien).
- Schwarzbuch USA. Eichborn, Frankfurt am Main 2004, ISBN 978-3-8218-5574-5.
- Das Hitler-Syndrom: über den Umgang mit dem Bösen in der Weltpolitik. Eichborn, Frankfurt am Main 2005, ISBN 978-3-8218-5615-5.

als Herausgeber
- Heute Politik, morgen Praxis: Justizpolitik und Notariat in Österreich und in der EU [20. Europäische Notarentage 2008]. Manz, Wien 2009, ISBN 978-3-214-08938-2 (= Schriftenreihe des österreichischen Notariats, Band 42).

in anderen Publikationen
- World's Best Newspapers. In: Gernot Bauer, Hans Besenböck, Emil Bobi, Erna Cuesta, Fritz Dittlbacher, Harald Fidler (Hrsg.): Wie werde ich Journalist-in?  Wege in den Traumberuf. Lit, Wien / Berlin / Münster 2007, ISBN 978-3-8258-0466-4 / ISBN 978-3-7000-0687-9 (in Österreich).
- Wie wir gelebt haben. Wiener Juden erinnern sich an ihr 20. Jahrhundert, herausgegeben von Tanja Eckstein und Julia Kaldori, Mandelbaum, Wien 2008, ISBN 978-3-85476-278-2.